# 1993 NJ1
1993 NJ1 är en asteroid i huvudbältet som upptäcktes den 12 juli 1993 av den belgiske astronomen Eric W. Elst vid La Silla-observatoriet.
Asteroiden har en diameter på ungefär 5 kilometer.